# Charles Bapst
Pour les articles homonymes, voir Bapst.
Charles Bapst, né le 14 novembre 1890 à Malzéville et mort le 26 juillet 1979 à Colmar, est un militaire français. Il fait partie des généraux de la France libre. 
Jeune soldat lors de la Première Guerre mondiale, il combat sur de nombreux fronts et monte rapidement en grade. Blessé dès la première année de la guerre, il assure de nombreux cours de formation. Il termine la guerre en tant que capitaine avec quatre citations et la Légion d'honneur. 
Dans l’Entre-deux-guerres, Charles Bapst est affecté à de nombreux postes comme la Direction générale des Communications et des Ravitaillements aux Armées et l’Armée française du Rhin. Il entre à l’École supérieure de guerre en 1928 et en sort diplômé. Cette période est également l’occasion pour lui de découvrir le Levant à partir de 1930 au sein de l’état-major du commandement des troupes du Levant. Il reste au Levant jusqu’au début de la guerre et obtient des postes de plus en plus importants. 
Lors de l’entrée en guerre de la France, il combat d’abord du côté de l’armée de Dentz avant de s’engager en juillet 1941 dans les Forces françaises libres. Sa femme le suit et leurs deux enfants, Pierre et Jean, les précèdent en juin. La famille Bapst est donc l’exemple rare d’une famille de résistants. Entre 1944 et 1945, il est responsable des opérations militaires du Haut-Rhin.
Il est de nouveau décoré à l’issue de la guerre et on lui confie de nouvelles missions. Il est d’abord détaché au Groupe Français du Conseil de Contrôle en 1946, puis il atteint la limite d’âge de son grade en 1947. Ne pouvant plus servir pour l’armée mais pouvant encore se montrer utile, il est versé au Ministère des Affaires étrangères. Il occupe successivement les postes de chef du Groupe Français du Conseil de Contrôle, puis chef de la mission française auprès de l’armée de l’URSS à Potsdam en 1951. Il cesse ses fonctions en 1958 et reçoit les félicitations du ministère. 
A sa mort à Colmar en 1979, ses obsèques sont célébrées dans l’intimité et sa carrière tombe peu à peu dans l’oubli. 

## Biographie
Charles Bapst naît à Malzéville, contrairement à ses frères qui sont tous deux nés à Hilsenheim. Il est le fils de Pierre Paul Bapst, boulanger, et de Marie Anne Geschwindenhammer. En 1871, ses parents ont opté pour la nationalité française. Suivant la carrière de ses frères, Charles Bapst est employé de banque. 

### Première Guerre mondiale (1914-1919)
Il est appelé pour effectuer son service militaire en 1910. En 1913, il fait partie du cours des élève officier de réserve. Ses résultats sont insatisfaisants et on ne lui prédit pas un grand avenir. Après être passé dans la réserve, il quitte l’armée avant d’être appelé aux drapeaux le 3 août 1914 au moment de l’entrée en guerre.  
Le 4 novembre 1914, alors qu’il prend le commandement de deux compagnies du 91e régiment d'infanterie, Charles est blessé « par coup de feu au genou droit ». Cette blessure lui vaut une citation et sa première étoile de vermeil. Après sa convalescence de plusieurs mois, il s’illustre de nouveau les 17 et 29 octobre 1915. Alors que des soldats allemands diffusent des nuages de vapeur de chlore à destination des tranchées françaises, Charles Bapst s’illustre en tant que capitaine de compagnie pour maintenir l’ordre dans la tranchée. Cet acte de bravoure lui vaut une nouvelle citation et une étoile de bronze. 
A partir du 1er février 1916, et pour une durée de deux mois, Charles est chargé du cours des élèves caporaux de la 60e division d'infanterie. Il est ensuite chargé, à partir du 1er août, du cours de perfectionnement des chefs d’infanterie de la 60e division d'infanterie. Charles est également directeur à l’école divisionnaire de la 60ème division d'infanterie. Le 17 décembre 1917, après s’être de nouveau distingué, il est fait Chevalier de la Légion d'honneur. Alors que la guerre prend fin, Charles Bapst continue son travail dans l’armée et est muté comme adjoint au commandant du port de base de Strasbourg. Il a alors rencontré sa future femme, Marie-Alice Weissler, avec laquelle il se marie à Strasbourg le 29 avril 1919. 

### Entre-deux-guerres (1919-1930)
Le 7 juin 1921, après avoir occupé pendant plusieurs années le poste d’adjoint au commandant du port de base de Strasbourg puis de commandant, Charles est affecté à la Commission interalliée de navigation de campagne de l’Armée française du Rhin en tant qu’adjoint au délégué français à Kehl. Le 16 mai 1922, après onze mois passés auprès de cette commission, Charles Bapst est envoyé à l’état-major de la Direction générale des Communications et des Ravitaillements aux Armées. Pendant ses affectations auprès de ces états-majors, Charles Bapst continue à remplir son rôle de capitaine auprès de différentes divisions d’infanterie. 
Le 7 mai 1926, il est affecté, en tant que capitaine, à l’Armée française du Rhin ; il y reste jusqu’en 1928. Cela montre un réel attachement à l’Allemagne pour un officier dont les parents sont optants et qui maîtrise parfaitement l’allemand. Pendant cette période, il prépare également le concours d’entrée à l’École supérieure de guerre, qui nécessite une préparation très importante. Il tente le concours trois fois avant d’obtenir son admission à sa troisième et dernière tentative en 1928. Passées les formalités, la formation doit durer deux ans au terme desquels un diplôme est décerné. Le 3 novembre 1930, tous les officiers de la 50ème promotion, dont fait partie Charles, sortent brevetés. Le 4 novembre 1930, pour parfaire sa formation, Charles Bapst embarque de Marseille pour Damas bord du Champollion. 

### Levant (1930-1939)
Dès son arrivée au Levant, Charles est mis à la disposition de l’état-major du commandement des troupes du Levant ; plus précisément au sein du 3ème bureau qui concerne les opérations en général et tous les théâtres d'opérations extérieures auxquels les troupes du Levant peuvent avoir à prendre part. Il est alors affecté sous le commandement de Charles de Gaulle. Entre le 15 octobre et le 15 décembre 1931, Charles Bapst accomplit un stage d’observateur en avion et obtient son brevet après quarante heures et trente-cinq minutes passées en vol.  
Le 3 juin 1932, Charles est autorisé à prolonger son séjour au Levant pour la première fois. Il reçoit plusieurs autorisations et congés et est officiellement autorisé à prolonger son séjour au Levant jusqu’au 25 juin 1940. Le 17 mai 1933, Louis Paul Gaston de Bigault du Granrut lui accorde de prendre le commandement du 1er régiment de tirailleurs marocains. Le 23 janvier 1934, alors que son service auprès du régiment touche à sa fin, Charles reçoit le mérite syrien de 3e classe. Puis, le 7 juillet 1935, il est fait Officier de la Légion d'honneur. Il occupe alors la fonction de chef des 2ème et 3ème bureaux de l’état-major du commandement des troupes Sud-Syrie, poste occupé par Charles de Gaulle avant lui. Il continue à effectuer de nombreux stages d’observateur en avion et perfectionne ses techniques. 
Tout s’accélère à l’approche de la guerre et Charles Bapst est fait chef d’état-major des territoires Sud-Syrie à dater du 17 janvier 1938. Le 10 août, il reçoit la médaille d’honneur du Mérite libanais en argent avec palmes. A la veille de l’entrée en guerre, toujours au Levant, il peut profiter de sa nouvelle notoriété pour obtenir des postes importants. 

### Seconde Guerre mondiale (1939-1945)
Lorsque la Seconde Guerre mondiale éclate, il est au Levant. En 1941, avec son épouse, il rejoint la France libre et le général de Gaulle qui le nomme général. Il combat en Afrique du Nord,,. 
Ses deux fils nés à Strasbourg, rejoignent aussi la France Libre. 
Le 23 février 1942, Charles Bapst est officiellement déchu de la nationalité française pour avoir rallié la France libre. 
En 1943, il gagne Londres où il est nommé adjoint du général Koenig. 
Le 23 septembre 1944, il prend le commandement de la subdivision militaire du Haut-Rhin,. Le 12 décembre 1945, il est ensuite mis à la disposition du Général Commandant en chef français en Allemagne.  

### Fin de carrière (1945-1957)
Affecté au Secrétariat Général du Conseil de Contrôle Allié à Berlin le 1er mars 1946, il est signalé comme adjoint du Chef de Groupe Français du Conseil de Contrôle le 1er janvier 1949. 
En 1951, il est affecté à Berlin en qualité de représentant de l’armée française auprès du haut commandement soviétique en Allemagne jusqu’en 1958,. 
Il prend sa retraite à Colmar,. 

## Promotions
- Caporal (27 avril 1912)
- Élève officier de réserve (1er octobre 1912)
- Sous-lieutenant de réserve (1er avril 1913)
- Lieutenant de réserve à titre temporaire (26 juillet 1915)
- Capitaine de réserve à titre temporaire (21 septembre 1915)
- Lieutenant de réserve à titre définitif (5 juillet 1916)
- Lieutenant d’active à titre définitif (5 juillet 1916)
- Capitaine adjudant-major (1er octobre 1916)
- Capitaine à titre définitif (19 avril 1918)
- Chef de bataillon (25 décembre 1933)
- Lieutenant-colonel (25 mars 1941)
- Colonel à titre temporaire (1er octobre 1941)
- Colonel à titre définitif (1er mai 1942)

## Décorations
- Commandeur de la Légion d'honneur[3]
- Croix de guerre 1914-1918[3] ;
- Médaille de la Résistance française avec rosette  par décret du 3 août 1946[13].
- Médaille interalliée de la Victoire ;
- Ordre du Mérite 3e classe ;